# Ronald Acuña Jr.
Pour les articles homonymes, voir Acuña.
Ronald José Acuña Blanco Jr.  (né le 18 décembre 1997 à La Guaira au Venezuela) est un joueur de champ extérieur des Braves d'Atlanta de la Ligue majeure de baseball.

## Carrière
Ronald Acuña Jr. signe son premier contrat professionnel en juillet 2014 avec les Braves d'Atlanta. 
Il fait ses débuts dans le baseball majeur avec Atlanta le 25 avril 2018. Il s'impose dès son arrivée, gagnant en 2018 le titre de recrue de l'année de la Ligue nationale après une première saison de 26 circuits où il affiche une moyenne de puissance de ,552 en 111 matchs. Il reçoit même quelques votes pour le prix du joueur par excellence, prenant le 12e rang du scrutin.
Dans le 3e match de la Série de divisions de la Ligue nationale entre les Braves et les Dodgers de Los Angeles le 7 octobre 2018, Ronald Acuña réussit un grand chelem contre le lanceur Walker Buehler. À 20 ans, il est le plus jeune joueur de l'histoire à frapper un grand chelem en séries éliminatoires, battant le record de Mickey Mantle, qui avait 21 ans lorsqu'il en avait réussi un lors de la Série mondiale 1953.
Il confirme sa place parmi les meilleurs joueurs de la ligue à sa deuxième saison, en 2019. Le joueur de 21 ans mène la Ligue nationale pour les buts volés (37) et les points marqués (127). Il frappe 41 circuits et récolte 101 points produits. Il décroche sa première invitation au match des étoiles et gagne un Bâton d'argent. Il prend le 5e rang du vote qui désigne le joueur de l'année dans la Ligue nationale.